# Hadropithecus stenognathus
Hadropithecus stenognathus è una specie estinta di lemure vissuta in Madagascar fino a circa 1000 anni fa. È l'unica specie del genere Hadropithecus.
Erano animali piuttosto simili all'indri, loro parente prossimo, nella costituzione del cranio: tuttavia avevano abitudini di vita più terrestri ed erano probabilmente molto simili ai babbuini a causa di un fenomeno di convergenza evolutiva.
Molto simili ai parenti Archaeolemur, erano però più grandi (pesavano fino a 47 kg) ed ancora più terricoli: la costituzione del cranio è molto schiacciata e robusta, con creste sagittali e nucali prominenti e sinfisi mandibolare fusa.
La forma dei denti (incisivi inferiori piatti, premolari anteriori ridotti e posteriori molariformi) lascia pensare che, alla stregua degli odierni gelada a cui doveva somigliare molto, questa specie si nutriva di semi ed erba.
I subfossili di questi animali sono stati ritrovati un po' in tutto il Madagascar: si ritiene che il declino della specie sia cominciato con l'arrivo dell'uomo sull'isola, che devastando l'habitat con incendi, introducendo erbivori competitori per il cibo e cacciando attivamente questi grossi e mansueti erbivori ne determinò lo sterminio.